# فروزش (فصل‌نامه)
فروزش فصل‌نامه‌ای در حوزهٔ ایران‌شناسی و ایران‌پژوهی است که در پاسخ به نیاز روزافزون شناخت جوانان از تاریخ و فرهنگ میهنِ کهن‌سال خود زاده شده است. این نشریه پیش از انتشار به‌صورت فصل‌نامه ۱۶ شماره طی سال‌های ۱۳۸۳-۱۳۸۲ به‌گونهٔ دوهفته‌نامهٔ سیاسی - اقتصادی - فرهنگی منتشر شده بود. دورهٔ جدید این نشریه به مدیرمسوولی علی رازانی و سردبیری علیرضا افشاری از زمستان ۱۳۸۷ خورشیدی منتشر شده است.
آن‌گونه که در معرفی‌نامهٔ فروزش آمده است: فروزش می‌کوشد به هرآن‌چه با چیستی و کیستی ایران و ایرانی پیوند دارد بپردازد، این دست آگاهی‌ها را به میان همهٔ ایرانیان - در هر رویه از سواد و با هر باوری - ببرد و بار دیگر اهمیت اندیشیدن به ایران را به آنان یادآور سازد. فروزش به موضوع‌هایی هم‌چون تاریخ و فرهنگ، هویّت ملی، جهانِ ایرانی (حوزهٔ فرهنگی ایران)، ادبیات، زبان فارسی، ایران‌گردی و یادگارهای فرهنگی و طبیعی ایران (میراث فرهنگی و زیست‌بوم‌ها) می‌پردازد.
در سخن نخست شمارهٔ یکم از آن به قلم سردبیر آمده است: «پرداختن به موضوع ایران، که فروزش قصد آن را دارد، جز از آن‌رو که آشنا شدن ما با تاریخ و فرهنگ‌مان در هر زمانی و برای ورود به هر زمینه‌ای لازم است، به‌ویژه در هنگامهٔ کنونی جهان از اهمیتی بیشتر برخوردار است. در این سال‌ها، گاه در این راه دچار سستی شده‌ایم و از درک اهمیت این موضوع غافل مانده‌ایم، و گاه برای تبیین آن، دست به تعریف‌هایی شخصی، و نه برآمده از یافته‌های علمی مربوط به تاریخ و فرهنگ این سرزمین – که در پژوهش‌های استادان و ایران‌شناسان دسترسی‌پذیر است – زده‌ایم».

برخی استادانی که نوشته‌هایی از آنان در این فصل‌نامه به چاپ رسیده یا گفت‌وگویی با آنان انجام شده است، عبارت هستند از: محمدعلی اسلامی ندوشن، داوود هرمیداس باوند، هوشنگ طالع، فریدون جنیدی، ماشاءالله آجودانی، عبدالعلی ادیب برومند، حمید احمدی، شروین وکیلی، عبدالمجید ارفعی، ناصر تکمیل همایون، جلیل دوستخواه، مرتضی ثاقب‌فر، جلال خالقی مطلق، احسان هوشمند، کاوه بیات، داریوش آشوری، سجاد آیدنلو، سیدحسن امین، محمدرضا خوبروی‌پاک، تورج دریایی، علیقلی محمودی‌بختیاری، محمد بقایی ماکان، جلال‌الدین کزازی،... و هم‌چنین نوشتارهایی کمتر به چشم‌خورده از درگذشتگان، هم‌چون پرویز ورجاوند و محمدامین ریاحی.
گفتنی است در چهار شمارهٔ نخست مازیار مهدوی‌فر دبیر شورای راهبردی فصل‌نامهٔ فروزش بود و دبیران گروه‌های مختلف تحریریه عبارت بودند از: شروین وکیلی (گروه تاریخ و فرهنگ)، مسعود لقمان (گروه ایران‌شهر)، حامد کاظم‌زاده (گروه جهان ایرانی)، محمد صادقی (گروه ادبیات)، آرش نورآقایی (گروه ایران‌گردی)، مونا قاسمیان (گروه یادگارهای فرهنگی و طبیعی)، ماندانا مهدوی‌فر (گروه چکامه) و محسن قاسمی‌شاد (گروه زبان فارسی).

## نقد
این نشریه به خاطر خاستگاه انجمنی و ان‌جی‌اویی سردبیر آن مسائل و موضوعات حوزهٔ میراث فرهنگی را به خوبی پوشش داده است و هم‌چنین می‌توان گفت تنها نشریهٔ حوزهٔ ایران‌پژوهی و هویت ملی است. استادانی که در آن قلم می‌زنند به طیف‌ها و جریان‌های گوناگون ملی‌گرا وابسته‌اند که عموماً فاقد رسانهٔ همگانی‌اند و به‌ویژه نام آنها در کنار هم کمتر به چشم خورده است.
مهم‌ترین نقدی که بر فروزش وارد است عدم انتشار مرتب آن است، به‌ویژه پس از لغو مجوز دوساله‌ای که بعد از انتشار چهار شماره با آن روبه‌رو شد. دیگر نقدی که می‌توان بر فصل‌نامهٔ فروزش داشت استفاده از مقاله‌هایی است که قبلاً منتشر شده‌اند، هر چند برخی از آنها در دسترس همگان نبوده و قرار دادن آنها در کنار هم جُنگ مؤثری را به‌وجود آورده است.